# Artema ziaretana
Artema ziaretana là một loài nhện trong họ Pholcidae. Loài này được phát hiện ở Afghanistan.